# Спектр (литературное объединение)
Спектр — крупное литературное объединение поэтов, созданное в 1963 году и просуществовавшее до 1971 года. В 1971 году под давлением партийной власти «Спектр» был закрыт. На момент закрытия в «Спектр» входило около 250 членов. «Спектр» объединил не только литераторов, но так же художников и музыкантов. Руководителем и организатором «Спектра» был Ефим Друц.
Активными участниками «Спектра» были : Ефим Друц, Александр Страхов, Инна Герцфельд, Евгений Витковский, Илья Бокштейн, Анатолий Гоморев, Борис Хургин, Евгений Артюхов, Владимир Головин, Наталья Сидорина, Игорь Александров, Наталья Филиппова, Владимир Швыряев, Алексей Цветков.

## Публикации
- Поэты «Спектра» 1963-1971-2010: Спектр в документах и воспоминаниях. — Москва : Центральный издательский дом, 2010. — 500 экз. — ISBN 978-5-902574-11-8.